# Caleb Carr
Caleb Carr (Nueva York, 2 de agosto de 1955-Cherry Plain, Nueva York, 23 de mayo de 2024) fue un historiador militar y escritor estadounidense. Su padre era el periodista Lucien Carr, integrante fundamental de la Generación beat.

## Biografía

### Infancia y educación
Se crio entre Greenwich Village y Lower East Side.
Es el segundo de los tres hijos de Lucien Carr y Francesca Von Hartz. Los amigos de su padre fueron William Burroughs, Jack Kerouac, y Allen Ginsberg, quienes frecuentaban la casa de Carr e influyeron en su futura carrera, pero no de una manera constructiva, ya que según Caleb eran «unos borrachos ruidosos».
Estudió en St. Luke’s School en Greenwich Village y en el Friends Seminary. Pasó un tiempo en Ohio, estudiando en el Kenyon College. Después regresó a Nueva York para completar su educación en la New York University, donde se graduó en historia militar y diplomática.

### Influencia paterna
Los villanos de sus novelas suelen haber sufrido abusos durante su infancia. Estas historias tienen su origen en experiencias de su familia. Su padre Lucien sufrió abusos cuando tenía trece años por parte de su instructor en los boy-scouts. Kammerer, el instructor, se obsesionó de tal manera con Lucien que le siguió por varios estados. Lucien tuvo que dejar Chicago y se inscribió en la Columbia University, pero Kammerer le siguió acosando.
El fin del acoso a Lucien Carr por parte de David Kammerer finalizó el 13 de agosto de 1944, en Riverside Park. Carr eliminó a su acosador con un cuchillo y tiró su cuerpo al río Hudson. 
Kerouac le ayudó después a deshacerse del arma. Finalmente, Carr se confesó a la policía y fue declarado culpable de asesinato en segundo grado; le condenaron a entre uno y veinte años, y el juez recomendó tratamiento psiquiátrico. Cumplió dos años. Kerouac y Burroughs también fueron arrestados, pero no por mucho tiempo. Aunque el juicio fue sonado.
Tras su liberación, Lucien Carr se casó con la periodista Francesca Von Hartz y tuvieron tres hijos: Simon, Caleb y Ethan. Lucien maltrató a su mujer e hijos, incluso después del divorcio, cuando Caleb tenía ocho años.

## Obra

### Libros
- Casing the Promised Land ,sin versión en español, original publicado por HarperCollins Publishers (01/01/1980)
- America Invulnerable: The Quest for Absolute Security from 1912 to Star Wars , sin versión en español, original coescrito con James Chace y publicado por Summit Books (01/03/1989)
- El soldado del diablo (1992), traducido por Mª Eugenia Ciocchini Suarez, versión española publicada por BOLSILLO BYBLOS (06/06/2007).
- El alienista (1994), traducido por Antoni Puigros, versión española publicada por S.A.EDICIONES B (1995),(1995 Anthony Award a la mejor ópera prima)[19]
- El ángel de la oscuridad (1997); secuela de "El alienista".Traducido por Mª Eugenia Ciocchini Suarez, versión española publicada por B DE BOLSILLO (2007).
- Killing Time (2000), sin versión en español, original publicado por Warner Books.
- The Lessons of Terror: A History of Warfare Against Civilians: Why It Has Always Failed and Why It Will Fail Again (2002), título en español Las lecciones del terror: Orígenes Históricos del terrorismo internacional. Traducido por Jordi Vidal, versión española publicada por S.A.EDICIONES B (2002).
- El caso del secretario italiano (2005); una aventura de Sherlock Holmes.[20] Traducido por Eduardo Iriarte Goñi, versión española publicada por B DE BOLSILLO (2007).
- The Legend of Broken (2012), título en español La Leyenda de Broken. Traducido por Enrique de Hériz Ramón, versión española publicada por S.A.EDICIONES B (2013)

### Columnas de prensa
- 2003 New York Observer: Historical Context M.I.A.: Blame the Commander in Chief
- 2003 New York Observer: On Beholding Baghdad
- 2003 New York Observer: Handicapping Military Is Order of the Day; Maureen Is Feasting
- 2003 New York Observer: The Ferocious Spectacle in Baghdad
- 2003 New York Observer: Fear Subsuming Offensive Goals of War on Iraq
- 2003 New York Observer: Strategic Bombing Brings Ups Quandary of Military Ethics
- 2003 New York Observer: Trouble in Turkey, Al Qaeda Capture Intensify the Heat
- 2003 New York Observer: Bush's Conflict: Military Methods At War For Iraq

### Artículos
- Carr, Caleb (1974). «Letters to the Editor: Kissinger's 19th-Century Diplomacy». The New York Times.
- Carr, Caleb (13 de abril de 1986). «ABOUT MEN; An Incident of Wolves». The New York Times.
- Carr, Caleb (26 de diciembre de 1987). «Security Precedes Credibility». The New York Times.
- Carr, Caleb (16 de septiembre de 1993). «The Humanitarian Illusion». The New York Times.
- Carr, Caleb (25 de julio de 1997). «Myths and Criminal Masterminds». The New York Times.
- Carr, Caleb (18 de diciembre de 1997). «Myths and Criminal Masterminds: The Ramsey Case Revisited». The New York Times.
- Carr, Caleb (1999). «When Considering Ground Troops in Kosovo, Remember Sherman». Los Angeles Times. Archivado desde el original el 11 de marzo de 2016. Consultado el 10 de marzo de 2016.
- Carr, Caleb (1 de agosto de 2001). «Information Poisoning». Salon.
- Carr, Caleb (7 de agosto de 2001). «The Myth of a Perfect Defense». The New York Times.
- Carr, Caleb (23 de septiembre de 2001). «Americans Don't Understand Their Heritage Is Itself a Threat». The New York Times Magazine.
- Carr, Caleb (21 de diciembre de 2001). «The Art of Knowing the Enemy». The New York Times.
- Carr, Caleb (27 de julio de 2002). «Costs of Targeting Civilians». The New York Times.
- Carr, Caleb (2005). «Wrong Definition For a War». Washington Post.
- Carr, Caleb (7 de abril de 2006). «Let Them Have Their Civil War». Washington Post.
- Carr, Caleb (30 de julio de 2006). «Why Good Countries Fight Dirty Wars». Los Angeles Times.
- Carr, Caleb (12 de agosto de 2006). «A war of escalating errors». Los Angeles Times.
- Carr, Caleb (2012). «To Fiction, Through History». Wall Street Journal.
- Carr, Caleb (diciembre de 2015). «The Frantic Media Response to San Bernardino Is Making Us Less Safe». Vanity Fair.
- Carr, Caleb (2015). «Let Europe lead the war in Syria: History counsels caution for American troops». New York Daily News.
- Carr, Caleb (2015). «If France wants to succeed against Islamic State, it should study the U.S. invasion of Afghanistan». Los Angeles Times.

### Publicaciones
- 2007 "Terrorism": Why the Definition Must be Broad, World Policy J. 24 (4) (primavera 2007): 47–50
- 1996/1997 Terrorism as Warfare: The Lessons of Military History, World Policy J. 13 (4) (invierno, 1996/1997): 1–12
- 1995: Internationalism in the Age of Factionalism, World Policy J. 12 (2) (verano 1995): 67–70
- 1994: The Dark Knight, MHQ: The Quarterly J. of Military History 6 (3) (primavera 1994),
- 1994: Aldrich Ames and the Conduct of American Intelligence, World Policy J. 11 (3) (otoño 1994): 19–28
- 1993: The Consequences of Somalia, World Policy J. 10 (3) (otoño 1993): 1–4
- 1992: The American Rommel, MHQ: The Quarterly J. of Military History 4 (4) (verano 1992)
- 1990: The Troubled Genius of Oliver Cromwell, MHQ: The Quarterly J. of Military History 2 (4) (verano 1990)
- 1989: The Man of Silence, MHQ: The Quarterly J. of Military History 2 (4) (primavera 1989)
- 1989: Poland, 1939, MHQ: The Quarterly J. of Military History 2 (1) (otoño 1989)

### Revistas
- 2002 The New York Times: Dealing With the Work of a Fiend
- 2000 The New York Times: Nor Any Drop to Drink
- 1993 The New York Times: James the Ripper?
- 1992 The New York Times: Should War Be Left to The Generals?
- 1992 The New York Times: Minnesota Death Trip

### otros
- Judge, Mark (24 de febrero de 2014). «Son of famous Beat murderer Lucien Carr disputes ‘Kill Your Darlings’ film’s version of events». Daily Caller. (response to the 2013 film, Kill Your Darlings)
- 2002 Combating Terrorism: Axis of Evil, Multilateral Containment or Unilateral Confrontation, House Hearing, 107 Congress (16 de abril 2002)